# Tariel Dadiani
Tariel Dadiani fou mtavari de Mingrèlia del 1794 al 1794 i després el 1802. El 1793 va deposar el seu germà Mamuka II Dadiani, però al cap d'un any va ser deposat per l'hereu legítim Grigol Dadiani. Es va rebel·lar el 1802 i va enderrocar Grigol, però en el contraatac va ser derrotat i mort. Es va casar amb una filla de Simó II Gurieli, mtavari de Gúria.